# 광양제철초등학교
광양제철초등학교는 대한민국 전라남도 광양시 금호동에 위치한 사립 초등학교이다.

## 학교 연혁
- 1985년 3월 5일: 개교 및 입학식(6학급 편성)
- 1992년 9월 17일: 제3회 아름다운학교 대상
- 2002년 7월 22일: 세계 청소년 관악경연대회 최고 연주상 세계 한민족 우정의 편지 쓰기 최우수 학교
- 2003년 10월 19일: 제23회 학생음악경연대회 관악 최고상
- 2004년 2월 13일: 제2회 전국 초·중 영어/수학 학력평가 최우수 학교상
- 2004년 5월 30일: 제14회 전국 모형함선 경연대회 단체 금상
- 2006년 10월 28일: 제26회 전국학생음악경연대회 최고상
- 2007년 5월 27일: 제36회 전국소년체육대회 금메달
- 2007년 7월 13일: 제5회 전국IT꿈나무올림피아드 최우수 단체상
- 2007년 12월 10일: 교육부 100대 교육과정 우수상 수상
- 2009년 11월 8일: 인라인롤러회장배대회 4년 연속 종합우승
- 2010년 2월 21일 : 제1회 학생토론대회 대상 수상
- 2010년 6월 27일: 제55회 호남예술제 종합우수상 수상
- 2011년 1월 27일: 제2회 전국청소년대립토론대회 대상 수상
- 2011년 7월 17일: 미드유럽2011 청소년관악경연대회 우수상 수상
- 2012년 8월 14일: 제2회 국제U-13관악대경연대회 금상 수상
- 2012년 11월 16일: 제2회 대한민국 창의체험페스티벌 공연부문 은상 수상
- 2013년 3월 19일: 전라남도교육청 진로교육시범학교 운영 (1년)
- 2013년 9월 9일: 다목적강당‘호연관’준공
- 2013년 12월 4일: 제9회 U클린 글짓기 공모전 대상 수상
- 2014년 3월 20일: 보건복지부 지정 인구교육시범학교 운영 (1년)
- 2014년 9월 1일: 미래창조과학부 지원 소프트웨어교육 시범학교 운영
- 2014년 11월 21일: 제15회 전국창의수학경시대회 최우수단체상 수상
- 2014년 11월 21일: 제13회 스마트 ICT콘텐츠 공모전 대상 수상
- 2015년 7월 16일: 2015 대한민국행복학교박람회 참가
- 2015~2019년 소프트웨어교육 선도/실험학교 운영
- 2018년 12월 3일: 스마트교육 우수학교
- 2018~2019년 디지털 교과서 선도학교
- 2018년 7월 30일: 관악합주단 유럽연주체험(~8.14)
- 2019년 6월 8일: 제41회 공군참모총장배Space challenge 우수
- 2019년 6월 22일: 제64회 관악합주단 호남예술제 금상
- 2020년 1월 6일: 6년 연속 국제수학경시대회 우수학교
- 2020년 9월 1일: 제22회전국학생통계대회 은상(2명) 수상
- 2021년 12월 29일: 9년 연속 백운장학회 특기지도 우수학교
- 2022년 10월 26일: 제22회 전국불조심어린이마당 안전지킴이상 수상
- 2023년 9월 1일: 제 9대 최영대 교장 취임
- 2024년 1월 5일: 제39회 졸업식(졸업생 계 5,767명)

## 같이 보기
- 광양제철고등학교
- 광양제철중학교
- 광양제철남초등학교

## 참고 자료
- 광양제철초등학교 - 한국교육학술정보원 학교알리미